# Henri Cohen
Henri Cohen ( ? - 1930) was een Belgisch waterpolospeler.
Henri Cohen nam als waterpoloër eenmaal deel aan de Olympische Spelen; in 1900. In 1900 won hij een zilveren medaille voor België. Hij zwom voor de Brussels Swimming and Water Polo Club.